# Portales (Nouveau-Mexique)
La ville de Portales est le siège du comté de Roosevelt, situé dans l’État du Nouveau-Mexique, aux États-Unis. Sa population s’élevait à 12 280 habitants lors du recensement de 2010, estimée à 11 754 habitants en 2018.

## Source
- (en) Cet article est partiellement ou en totalité issu de l’article de Wikipédia en anglais intitulé « Portales, New Mexico » (voir la liste des auteurs).